# Oreca
Oreca (Organisation Exploitation Compétition Automobiles) – francuski zespół wyścigowy oraz rajdowy, założony w 1972 roku przez byłego szefa ekipy AGS w Formule 1 – Huguesa de Chaunac. Obecnie zespół startuje w European Le Mans Series, American Le Mans Series, FIA World Endurance Championship oraz 24-godzinnym wyścigu Le Mans. W przeszłości ekipa pojawiała się także w stawce Francuskiej Formuły 3, Europejskiej Formuły 2, Europejskiej Formuły 3, Grand Prix Monako Formuły 3, Francuskiej Formuły Renault, Rajdu Dakar, Supertouring champions, Formuły 3000, FIA GT Championship, Rajdowych Mistrzostwach Niemiec, French Rallycross, Rajdu Faraonów, Rajdowych Mistrzostw Hiszpanii, Supertourism French Championship, Trophée Andros, World Junior Rally Championship, Rajdowych Mistrzostw Francji, Rajdowych Mistrzostw Europy, FIA World Touringcar Championship, French GT Championship, 1000km of Silverstone, 1000km of Portimao, 12 Hours of Sebring, Le Mans Series, World Touring Car Championship oraz Intercontinental LeMans Cup. Siedziba zespołu znajduje się we francuskiej miejscowości Signes.

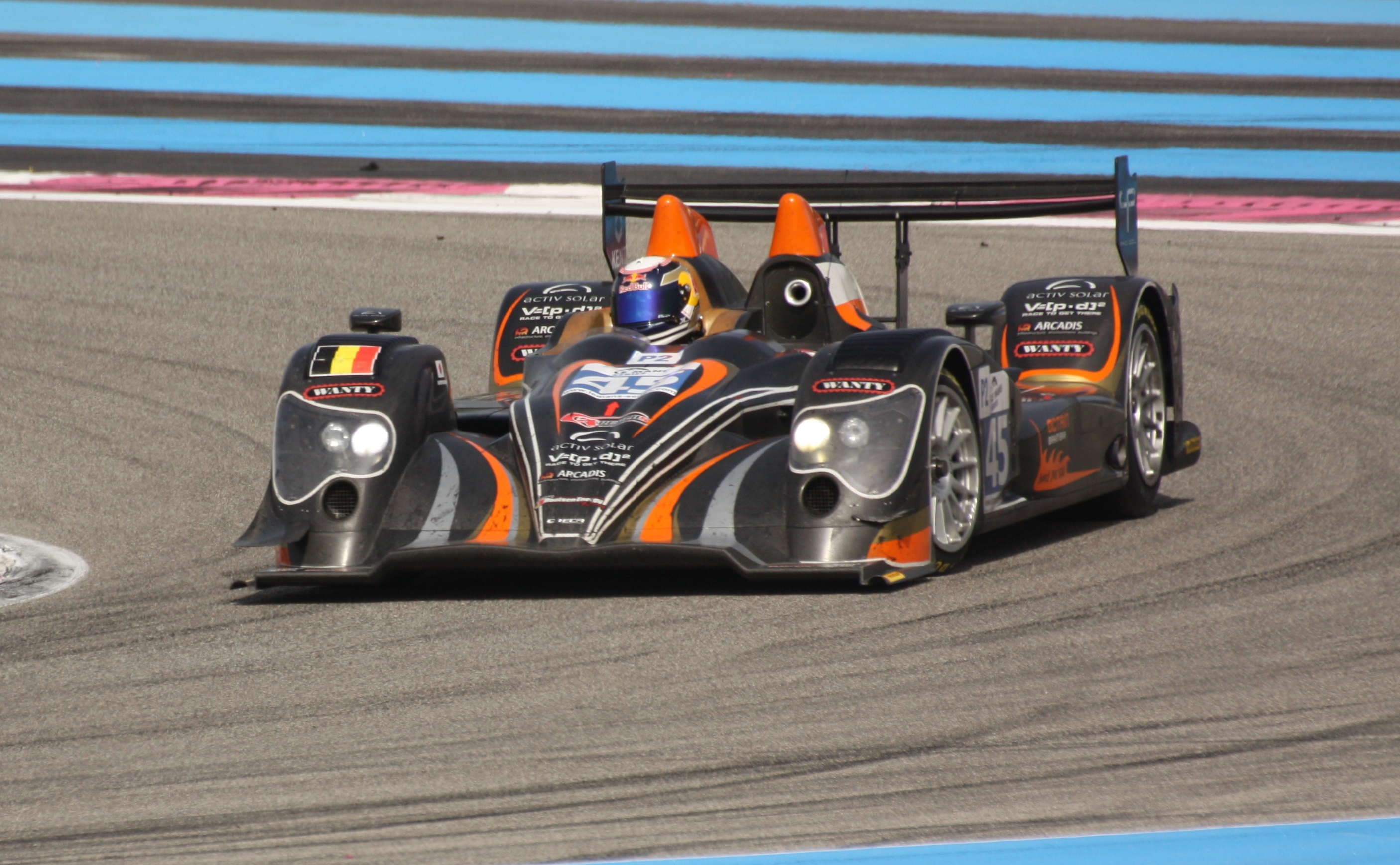
Oreca 03-Nissan w barwach Boutsen Energy Racing podczas 6 Hours of Castellet w 2011 roku

## Mistrzowskie tytuły

### Klasyfikacja kierowców
- 1975: Europejska Formuła 2 (Jacques Laffite)
- 1977: Grand Prix Monako Formuły 3 (Didier Pironi)
- 1977: Europejska Formuła 2 (René Arnoux)
- 1979: Grand Prix Monako Formuły 3, Francuska Formuła 3 i Europejska Formuła 3 (Alain Prost)
- 1981-1982: Grand Prix Monako Formuły 3 (Alain Ferté)
- 1983: Grand Prix Monako Formuły 3, Francuska Formuły 3 (Michel Ferté)
- 1984: Francuska Formuła Renault (Yannick Dalmas)
- 1984: Francuska Formuły 3 (Olivier Grouillard)
- 1985: Grand Prix Monako Formuły 3, Francuska Formuły 3 (Pierre-Henri Raphanel)
- 1985: Rajdowe Mistrzostwa Niemiec (Kalle Grundle)
- 1986: Grand Prix Monako Formuły 3, Francuska Formuły 3 (Yannick Dalmas)
- 1987: Formuła 3 (Jean Alesi)
- 1988: Francuska Formuła 3 (Érik Comas)
- 1988: French Rallycross Championship (Guy Fréquelin)
- 1989: Francuska Formuła 3 (Jean-Marc Gounon)
- 1989: French Rallycross Championship (Philippe Wambergue)
- 1990: Rajd Faraonów
- 1991: 24h Le Mans
- 1992: Rajdowe Mistrzostwa Hiszpanii (Salvador Servia)
- 1995: Supertourism French Championship (Yvan Muller)
- 1995: Supertourism French Championship B(Stéphane Ortelli)
- 1995/1996-1996/1997: Trophée Andros (Yvan Muller)
- 1998-2000: 24h Le Mans - LM GTS
- 2000: 12 Hours of Sebring  - LM GTS
- 2000: 24 Hours of Daytona (Olivier Beretta, Karl Wendlinger, Dominique Dupuy)
- 2002: FIA Sportscar Estoril (Olivier Beretta, Nicolas Minassian)
- 2002: Rajdowe Mistrzostwa Francji - Super 1600 (Brice Tirabassi)
- 2003: Junior World Rally Championship (Brice Tirabassi)
- 2003: Rajdowe Mistrzostwa Francji (Simon Jean-Joseph)
- 2004: Rajdowe Mistrzostwa Hiszpanii (Alberto Hevia)
- 2004: Rajdowe Mistrzostwa Europy (Simon Jean-Joseph)
- 2005: 1000km of Silverstone (Stéphane Ortelli, Allan McNish)
- 2006: French GT Championship (Soheil Ayari, Bruno Hernandez)
- 2007: French GT Championship (Soheil Ayari, Raymond Narac)
- 2007: Le Mans Series - LM GT1 (Soheil Ayari, Stéphane Ortelli)
- 2008: World Touring Car Championship (Yvan Muller)
- 2009: 1000km of Silverstone (Olivier Panis, Nicolas Lapierre)
- 2010: 1000km of Portimao (Olivier Panis, Nicolas Lapierre, Stéphane Sarrazin)
- 2010: Le Mans Series - LMP1 (Stéphane Sarrazin)
- 2011: 12 Hours of Sebring (Olivier Panis, Nicolas Lapierre, Loïc Duval)
- 2012: 6 Hours of Shanghai (Alex Wurz, Nicolas Lapierre)
- 2012: 6 Hours of Fuji (Alex Wurz, Nicolas Lapierre, Kazuki Nakajima)
- 2012: 6 Hours of Sao Paulo (Alex Wurz, Nicolas Lapierre)

### Klasyfikacja konstruktorów
- 1995/1996-1996/1997: Trophée Andros (BMW)
- 1997-1998: FIA GT Championship - GT2 (Chrysler Viper)
- 1999: FIA GT Championship (Chrysler Viper)
- 1999: American Le Mans Series - LM GTS (Dodge Viper)
- 2010: Le Mans Series - LMP1 (Peugeot 908 HDi FAP)
- 2011/2012: Trophée Andros (Škoda)